# Марк V
Марк V је био тенк Британске империје (данашње Уједињено Краљевство) током Првог светског рата. Марк V је био први тенк којим је могао да управља само један човек. За четири ранија тенка је било потребно четворо људи како би се њиме управљало. Возач спреда који је управљао тенком, заповедник који је управљао кочницом, и два човека за измену брзина који су истовремено били и топници. Захтеви за брзом производњом ранијих модела и великом потребом за тенковима су онемогућили радикалне промене у дизајну тенка. Мењач којим је возач сам могао да мења брзине је изумео В. Г. Вилсон и укомпоновао га у Марк V.
Употребљен је посебно дизајниран Рикардо мотор са 150 КС и показао се врло поузданим у служби. Расхладни блок се налазио унутар тенка па је вентилација била мање ефикасна него на претходним моделима. Двеста женских и двеста мушких модела је произведено 1918. године. Прва битка у којој су учествовали је била крај Хамела у јулу 1918. године. Коришћени су до краја рата.

## Експериментални модели
Рани експериментални модел који није прихваћен, такође означен као Марк V, био је дрвени модел у стварној величини којег је направио Вилијам Фостерс 1916. године. Био је сличан свом претходнику, тенку Марк , али са задњом кабином и измењеним монтирањем митраљеза.
Експерименталне верзије тенкова Марк V и Марк IV су прављене пред крај 1917. године, и имале су “Tadpole Tail” („пуноглавчев реп“). Овај додатак који се налазио и на првом Марк тенку је повећао покретљивост тенка преко рова ширине до 4 метра (14 стопа). Због мањка чврстоће, прихваћене су много конвенционалније методе повећања дужине тенка са моделима Марк V* и Марк V**.

## Модел V*
Модел Марк V* је прерада коју је напавио “Tank Corps Central Workshop” („Средишња радионица тенковског корпуса“) у Француској како би повећала покретљивост стандардног Марк V тенка преко ширих ровова. Повећана је дужина тела тенка за три додатна панела монтираних на крај тенка. Ова надоградња је омогућила тенку да пређе преко рова ширине до 4 метра (14 стопа), 1,2 метра (4 стопе) више него што то може обични Марк V. Ови тенкови су први пут коришћени у Бици за Амијенс у августу 1918. године, у којој су носили додатна четири митраљеза с посадом на сваком тенку. Када би дошли на бојно поље, требало би да пруже подршку коњици. Овај план није успешно спроведен јер су војници на митраљезима током вожње на тенку били под утицајем врућине и испушних плинова тако да нису били у стању да се боре се када су стигли до бојног поља.

## Модел V**
Модел Марк V** је био прерада као и Марк V*. Био је исте дужине, али је био грађен као потпуно нови тенк. Распоред тежине и компоненти на тенку је био промењен уз разне додатке. У њега је био уграђен још снажнији Рикардо мотор са 225 КС. Направљен је само мали број мушких и женских модела ових тенкова, одмах након примирја 1918. године, зато никада нису употребљени на бојишту. Неки примери су преиначени у чистаче минских поља или носаче мостова и остала возила за подршку.